# Вооружённые силы Нидерландов
Вооружённые силы Нидерландов (нидерл. Nederlandse krijgsmacht) состоят из органов военного управления и четырёх родов войск:
- Королевские сухопутные силы (нидерл. Koninklijke Landmacht, KL).
- Королевские Военно-морские силы (нидерл. Koninklijke Marine, KM), включающие службу военно-морской авиации (Marine-Luchtvaartdienst) и корпус морской пехоты (Korps Mariniers).
- Королевские Военно-воздушные силы (нидерл. Koninklijke Luchtmacht, KLu)
- Королевские конные егеря (нидерл. Koninklijke Marechaussee).

## История
На начало XX столетия Вооружённые силы Голландии или Нидерландов, по закону от 1910 года, состояли из:
- войск метрополии:
  - постоянной армия (милиционного характера);
  - ландвера;
  - ландштурма.
- колониальных войск;
- флота[2].

В Голландским королевство воинская повинность, на начало XX столетия была всеобщая и личная, поступление в ряды войск — 20 лет от роду по порядку №№ жребия (взаимный обмён №№ был разрешён). Продолжительность военной службы была 15 лет (8 лет в постоянной армии, 7 лет в ландвере). Ежегодный контингент новобранцев составлял 17 500 человек, из которых 12 300 человек служили под знаменами (в строю) 8½ месяцев в пехоте и 18 месяцев в коннице, а остальные 5 200 человек — лишь 4 месяца (только в пехоте).
В ходе Первой мировой войны Нидерланды объявили нейтралитет.
После начала Второй мировой войны 4 сентября 1939 года Нидерланды объявили нейтралитет, но 10 мая 1940 года немецкие войска начали вторжение в Нидерланды. 15 мая 1940 вооружённые силы страны капитулировали и немцы оккупировали территорию страны. Голландские колонии в Юго-Восточной Азии, которые защищала Королевская голландская ост-индская армия, в 1941 — 1942 гг. были оккупированы Японией. Колониальная армия Голландской Ост-Индии (современная Индонезия) была представлена 1 000 офицеров и 34 000 солдат, из которых 28 000 человек являлись местными жителями. Эти войска фактически не смогли оказать сопротивления японскому вторжению; 14 декабря 1941 года началась высадка японской армии на Борнео, затем Целебес и Суматра. Вторжение на остров Ява встретило сопротивление британо-американо-голландских сил, однако это сопротивление оказалось безуспешным.
После освобождения территории страны в 1945 году вооружённые силы были восстановлены, на их вооружение поступили оружие и снаряжение английского и американского производства, полученные по программе военной помощи от Великобритании и США. В 1945-1949 гг. голландские войска вели боевые действия в Индонезии, но не смогли восстановить контроль над колонией и были вынуждены предоставить независимость Индонезии.
18 февраля 1948 года Бельгия, Нидерланды, Дания, Люксембург и Франция учредили Международный совет военного спорта с центром в Брюсселе.
17 марта 1948 года в Брюсселе Англия, Франция, Бельгия, Нидерланды и Люксембург подписали соглашение о коллективной безопасности и военной помощи (Brussels Treaty), в результате которого был создан Западный союз - первый в послевоенной Европе военно-политический блок закрытого типа, который предусматривал совместное планирование военных операций, стандартизацию вооружения и создание "мобильных вооружённых сил" из 23 дивизий (15 из которых должна была предоставить Франция, 5 дивизий - Англия, а Бельгия, Нидерланды и Люксембург должны были совместно подготовить три дивизии).
4 апреля 1949 года Нидерланды вступили в блок НАТО. Осенью 1950 года голландский пехотный батальон был отправлен для участив в войне в Корее. После прибытия на Корейский полуостров он был направлен в учебный лагерь 8-й армии США в Тэгу и перевооружён (имевшееся оружие британского производства заменили на оружие производства США, чтобы упростить снабжение боеприпасами).
В 1952 году в соответствии с Парижским договором 1952 года и «Общим договором» 1952 года было принято решение о создании военного блока «Европейское оборонительное сообщество» (в который должны были войти Франция, ФРГ, Италия, Бельгия, Голландия и Люксембург), однако поскольку Национальное собрание Франции отказалось утвердить подписание Парижского договора, блок создан не был.
Вооружённые силы Нидерландов принимают участие в миротворческих операциях ООН (потери личного состава во всех миротворческих операциях ООН с участием страны составили 28 человек погибшими).
Сухопутные войска и ВВС Нидерландов участвовали в операциях ООН и NATO в Боснийской войне. Они особо критиковались за расправу в Сребренице (1995), которой не смогли воспрепятствовать. В 2002 году комиссия нидерландских экспертов пришла к выводу о том, что нидерландский батальон во главе с полковником Томом Карремансом был отправлен выполнять изначально невозможную миссию, будучи к тому же плохо подготовлен. Этот вывод привёл к отставке премьера Вима Кока и его кабинета в том же 2002 году.
Во время военной операции NATO против Югославии (1999) нидерландский самолёт F-16 сбил югославский МиГ-29.
С 2003 года до 2021 года Нидерланды принимали участие в войне в Афганистане, правительство страны направило воинский контингент в состав сил ISAF. Помимо военнослужащих вооружённых сил Нидерландов, в операции принимали участие контрактники (сотрудники частных военных и охранных компаний, которые обеспечивали охрану внешнего периметра нидерландского посольства в Кабуле и двух военных баз нидерландского контингента ISAF в провинции Урузган, а также выполняли иные функции). В связи с завершением 31 декабря 2014 года операции «Несокрушимая свобода», с 1 января 2015 года на территории Афганистана началась операция «Решительная поддержка», в которой участвовал голландский контингент.
Также, в 2003 — 2005 годах Нидерланды принимали участие в войне в Ираке.
С 2011 года Нидерланды принимают участие в операции ООН в Южном Судане. В задачи входит обеспечение защиты гражданских лиц, развитие сотрудничества, гуманитарная помощь.
В 2014-2023 гг. военнослужащие страны принимали участие в операции ООН в Мали.
С февраля 2016 года ВВС Нидерландов принимают участие в борьбе с террористами в Сирии. Эта миссия проходит в рамках международной коалиции, возглавляемой США, с сентября 2014 года. Для осуществления авиаударов используются самолёты типа F-16, которые базируются в Иордании. Кроме того, нидерландские специалисты обучают в Багдаде иракских и курдских бойцов технике точной стрельбы и приёмам спецназа.

## Современное состояние

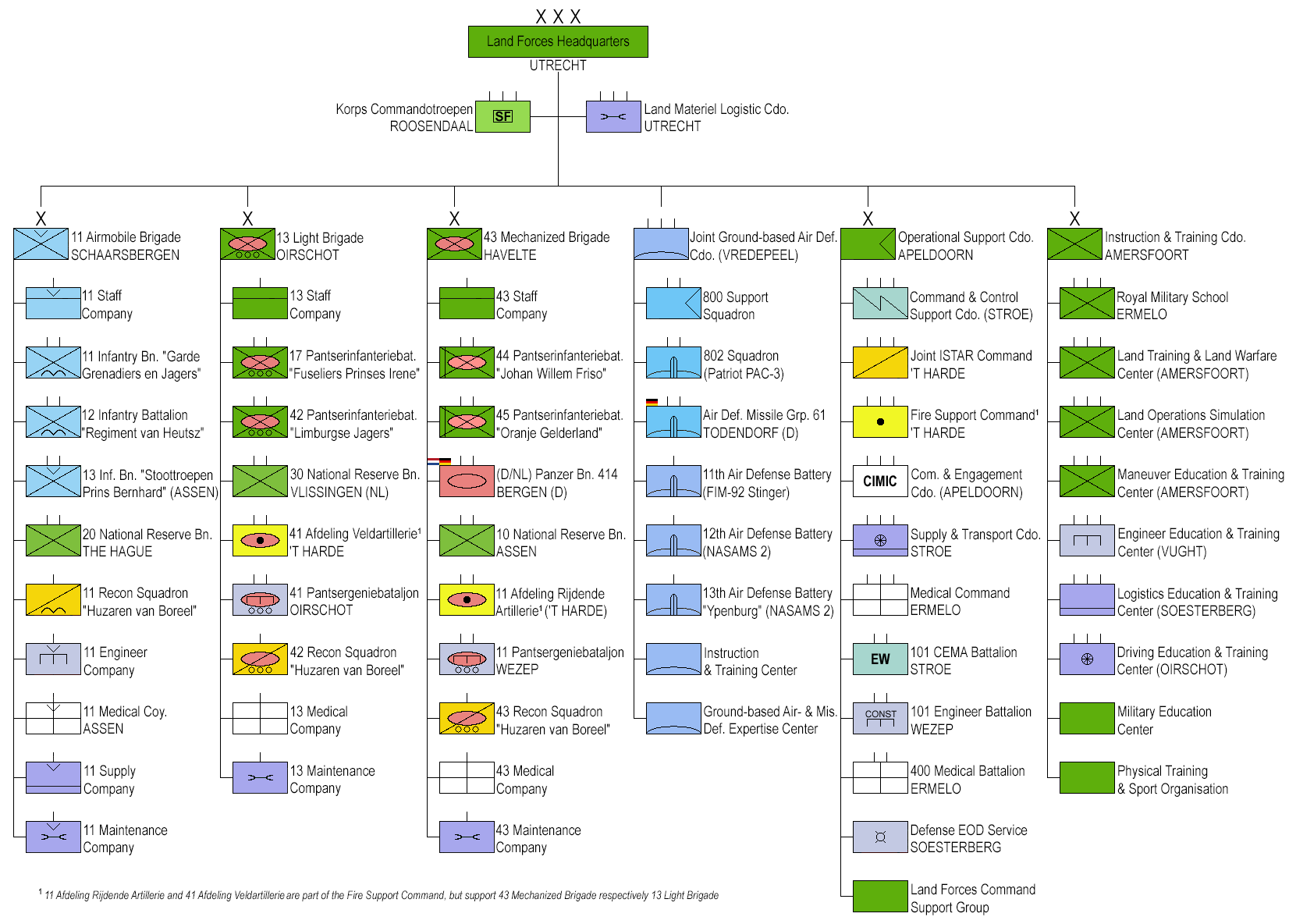
ОШС.

Численность личного состава ВС на январь 2011 года составила 64,6 тыс. чел. (в том числе сухопутные войска — 23,7 тыс., ВВС −8,9 тыс., ВМС — 9,1 тыс., военная жандармерия — 6,5 тыс.). На вооружении имеется 503 БМП и БТР, 121 единиц артиллерии, 87 самолётов Ф-16, в том числе 43 носителей ядерного оружия, 8 транспортных самолётов, 85 вертолётов различных типов, 24 мобильных средств ПВО (типа «Патриот»), 22 боевых корабля (10 фрегатов, 4 подводные лодки, 10 тральщиков, 2 десантных вертолетных корабля-дока).
Позже, 18 мая 2011, были списаны все танки Leopard-2. Нидерланды стали первым государством Западной Европы, полностью отказавшимся от тяжёлой бронированной техники.
Призыв в Вооружённые силы Нидерландов прекратился в 1996 году, они переведены на контрактную основу. Во всех родах войск, кроме подводного флота и корпуса морской пехоты, могут служить женщины. Корпус коммандос (нидерл. Korps Commandotroepen) теоретически доступен для женщин, но требования к физподготовке там таковы, что фактически женщины там не служат.
Штат Министерства обороны Нидерландов насчитывает 680 человек, во главе с Министром обороны Нидерландов — Жанин Хеннис-Плассхарт.
В рамках федеративного Королевства Нидерландов имеются также небольшие локальные армии (ополчения) на Арубе (Arumil) и Кюрасао (Antmil).
Служба в армии возможна с 17 лет. Расходы на оборону в 2010 году составили 7,9 млрд евро, что составляет порядка 1,3 % ВВП (средний показатель по европейским странам NATO — 2 %). Имеется движение за рост военных расходов (стандарт NATO — 2 % ВВП).